# Bistum Zrenjanin
Das Bistum Zrenjanin (lateinisch Dioecesis Zrenianensis) ist ein römisch-katholisches Bistum in Serbien mit Sitz in Zrenjanin.

## Bistumsgeschichte
Das heutige Bistumsgebiet von Zrenjanin unterstand jurisdiktionsmäßig und kirchengeschichtlich bis zum Ende des Ersten Weltkrieges dem ungarischen römisch-katholischen Bistum Szeged-Csanád. Infolge des Friedensvertrages von Trianon vom 4. Juni 1920 wurde das Gebiet des Bistums Szeged-Csanád zwischen Ungarn, Rumänien und Jugoslawien dreigeteilt. Der sich entlang der Flüsse Theiß und Donau erstreckende Teil des Bistums fiel an Jugoslawien.

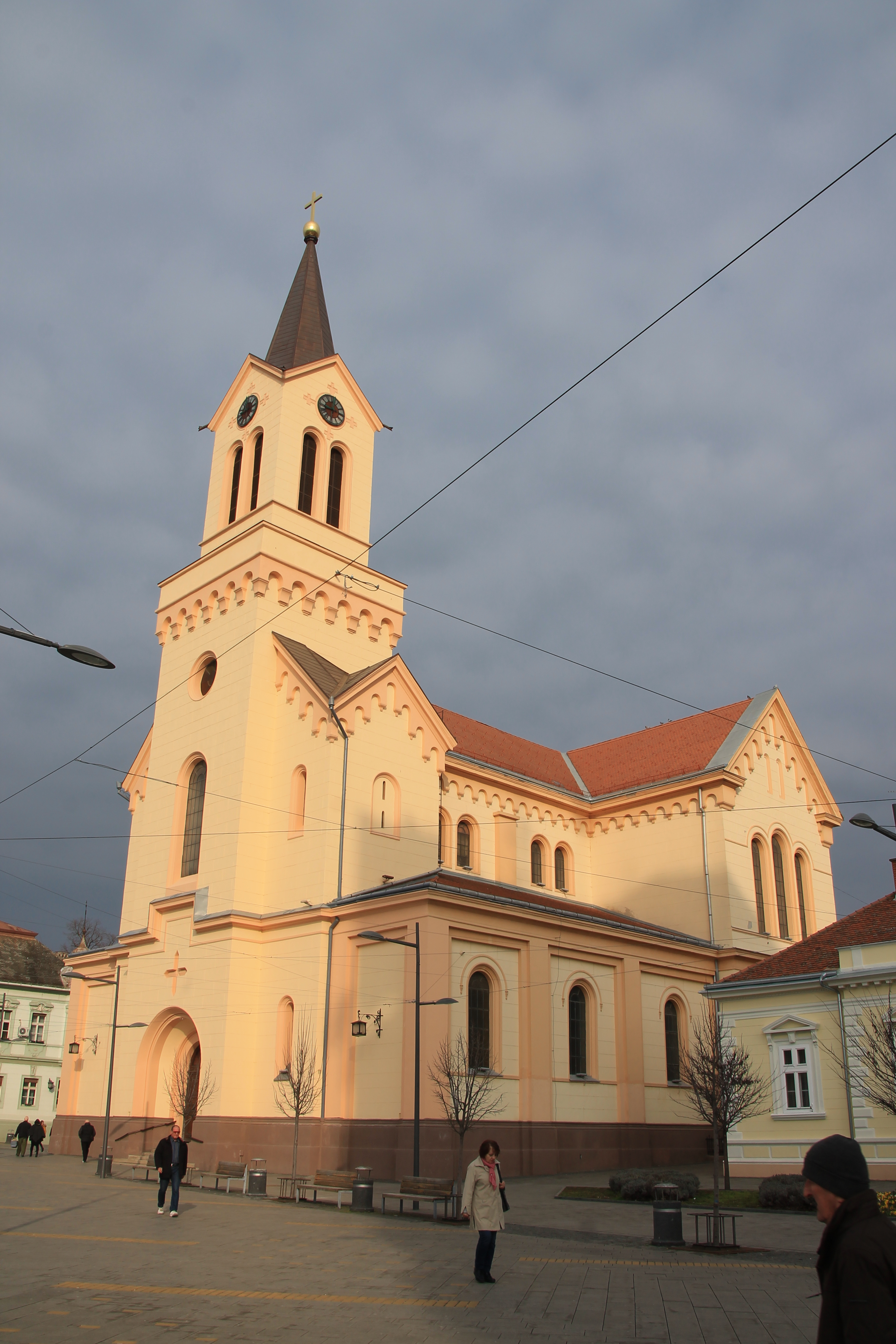
Johannes-Nepomuk-Kathedrale in Zrenjanin

Seit dem 10. Februar 1923 wurde für das an Jugoslawien angegliederte Bistumsgebiet eigens ein Apostolischer Administrator beauftragt und die Apostolische Administratur Banat, (Apostolische Administratur Jugoslawisches Banat), kanonisch errichtet. Erster Apostolischer Administrator wurde der kroatische Franziskaner Rafael Rodić und späterer Erzbischof des römisch-katholischen Erzbistums Belgrad. Durch den Heiligen Stuhl beauftragt, wurde der Kroate Josip Antun Ujčić 1936 Nachfolger von Rodić und neuer Apostolischer Administrator der Apostolischen Administratur Jugoslawisches Banat, zudem neuer Erzbischof von Belgrad.
Während und nach dem Ende des Zweiten Weltkrieges verlor die Apostolische Administratur Jugoslawisches Banat viele römisch-katholische Christen (meistens die Volksdeutschen). Insgesamt, hervorgerufen durch die Wirren des Zweiten Weltkrieges und danach, fiel der Anteil der römisch-katholischen Christen von ca. 206.000 auf 120.000 Gläubige. Darunter verließen, besonders zwischen 1945 und 1960, die Angehörigen der deutschen Minderheiten (Donauschwaben/Banatdeutsche) das Bistumsgebiet. Von den 64 Pfarreien, die vor Beginn des Zweiten Weltkrieges vorhanden waren, sind aktuell 40 erhalten. Von den acht vorhandenen Dekanaten vier.
Zum Koadjutor und Nachfolger von Josip Antun Ujčić wurde durch den Heiligen Stuhl am 17. Juli 1961 der griechisch-katholische Pfarrer Gabrijel Bukatko zum Apostolischen Administrator der Apostolischen Administratur Jugoslawisches Banat ernannt. Da die meisten römisch-katholischen Christen im Bistum Zrenjanin der ungarischen Nationalität zugerechnet werden können, entschloss sich der Heilige Stuhl den Ungarn Tamás Jung, gebürtig aus dem Gebiet des Banats, am 22. Dezember 1971 zum Apostolischen Administrator zu ernennen.
Am 16. Dezember 1986 wurde die Apostolische Administratur Jugoslawisches Banat zum Bistum Zrenjanin erhoben. In diese Zeit fiel auch die Gründung des Erzbistums Belgrad bzw. der Kirchenprovinz Belgrad. Dementsprechend wurde das neugegründete Bistum Zrenjanin neben dem Bistum Subotica Suffraganbistum. Am 7. Januar 1988 wurde der erste Diözesanbischof ernannt, der Ungar László Huzsvár. Die feierliche Spendung des Weihesakraments erfolgte am 14. Februar 1988 in der Kathedrale von Zrenjanin. Nach einjähriger Sedisvakanz des bischöflichen Stuhls ernannte Papst Benedikt XVI. am 23. April 2008 László Német SVD zum neuen Oberhirten von Zrenjanin. Dieser empfing am 5. Juli 2008 durch Péter Kardinal Erdő, Erzbischof von Esztergom und Primas von Ungarn, in der Zrenjaniner Domkirche St. Johannes Nepomuk die Bischofsweihe.